# Maliutînți, Pîreatîn
Maliutînți (în ucraineană Малютинці) este o comună în raionul Pîreatîn, regiunea Poltava, Ucraina, formată numai din satul de reședință.

## Demografie
Componența lingvistică a comunei Maliutînți
     Ucraineană (97,74%)
     Rusă (2,12%)
     Alte limbi (0,13%)
Conform recensământului din 2001, majoritatea populației comunei Maliutînți era vorbitoare de ucraineană (97,74%), existând în minoritate și vorbitori de rusă (2,12%).